# Giải bóng đá Hạng Nhì Quốc gia 2021
Giải bóng đá Hạng Nhì Quốc gia 2021, tên gọi chính thức là Giải bóng đá Hạng Nhì Quốc gia – Cúp ASANZO 2021 vì lý do tài trợ, là mùa giải thứ 25 của Giải bóng đá Hạng Nhì Quốc gia do Liên đoàn bóng đá Việt Nam (VFF) tổ chức
Ngày 21 tháng 8 năm 2021, thông qua cuộc họp trực tuyến với các câu lạc bộ, VFF đã đi đến quyết định hủy một số giải đấu trong năm, trong đó có giải Hạng Nhì Quốc gia.

## Thể thức giải đấu

### Vòng loại
14 đội bóng chia làm hai bảng để thi đấu vòng loại. Các đội bóng thi đấu theo thể thức vòng tròn hai lượt chọn ra hai đội đứng đầu mỗi bảng vào vòng chung kết. Một đội có điểm, chỉ số phụ thấp nhất trong hai bảng sẽ phải xuống hạng.
Vòng loại diễn ra theo hai lượt; lượt đi từ ngày 22 tháng 4 đến 2 tháng 6 năm 2021 và lượt về từ 23 tháng 6 đến 4 tháng 8 năm 2021.

#### Các tiêu chí xếp hạng ở vòng loại
Các đội được xếp thứ hạng theo điểm (3 điểm cho một trận thắng, 1 điểm cho một trận hòa, 0 điểm cho một trận thua). Nếu có từ hai đội trở lên bằng điểm nhau, thứ hạng các đội sẽ được xác định theo các tiêu chí lần lượt như sau:
1. Tổng số điểm ghi được trong các trận đấu giữa các đội liên quan;
2. Hiệu số bàn thắng thua trong các trận đấu giữa các đội liên quan;
3. Tổng số bàn thắng ghi được trong các trận đấu giữa các đội liên quan;
4. Tổng số bàn thắng ghi được trên sân khách trong các trận đấu giữa các đội liên quan;
5. Hiệu số bàn thắng thua trong tất cả các trận đấu bảng;
6. Tổng số bàn thắng ghi được trong tất cả các trận đấu bảng;
7. Tổng số bàn thắng ghi được trên sân khách trong tất cả các trận đấu bảng;
8. Sút luân lưu nếu chỉ có hai đội bằng điểm và chỉ số phụ và còn thi đấu trên sân;
9. Trận đấu play-off nếu thứ hạng của các đội bằng điểm nhau ảnh hưởng đến vị trí nhất, nhì bảng hoặc xuống hạng.
10. Bốc thăm.

### Vòng chung kết
Bốn đội bóng vượt qua vòng loại sẽ thi đấu 2 trận:
- Trận 1: 1A v. 2B
- Trận 2: 1B v. 2A

Các trận đấu ở vòng chung kết thi đấu theo thể thức loại trực tiếp một lượt trận, nếu sau 90 phút thi đấu chính thức tỷ số hòa, hai đội sẽ thi đá luân lưu 11m để xác định đội thắng (không có hiệp phụ). Hai đội thắng trong hai trận đấu sẽ xếp đồng hạng nhất giải bóng đá Hạng Nhì Quốc gia 2021, và trực tiếp giành quyền tham dự V.League 2 mùa giải 2022.
Do dịch COVID-19, VFF đã chia ra 2 phương án cho vòng chung kết:
- Phương án 1: 4 đội thi đấu loại trực tiếp, 2 đội thắng ở trận bán kết sẽ đá trận chung kết và giành vé tham dự Giải bóng đá Hạng Nhất Quốc gia 2022;

- Phương án 2: 4 đội thi đấu vòng tròn một lượt (tập trung tại một địa điểm) để tính điểm xếp hạng.[1]

Theo điều lệ chính thức, vòng chung kết sẽ diễn ra duy nhất trong ngày 19 tháng 8 năm 2021.

## Thay đổi đội bóng
Danh sách đội bóng có sự thay đổi so với mùa giải 2020.
| Thăng hạng từ Giải Hạng Ba 2020 - Hải Nam Vĩnh Yên Vĩnh Phúc - Trẻ Quảng Nam Xuống hạng từ V.League 2 - 2020 - Đồng Tháp Đội bóng mới - Triệu Minh chuyển giao suất thi đấu lại cho Hòa Bình | Xuống hạng đến Giải Hạng Ba 2021 - Trẻ Nam Định Thăng hạng đến V.League 2 - 2021 - Phú Thọ - Phù Đổng - Công an Nhân dân |

## Các đội bóng
14 câu lạc bộ chia làm 2 bảng theo khu vực địa lý như sau:
- Bảng A: Kon Tum, Lâm Đồng, Trẻ SHB Đà Nẵng, Trẻ Quảng Nam, Hải Nam Vĩnh Yên Vĩnh Phúc, Hòa Bình và PVF
- Bảng B: Bình Thuận, Đồng Nai, Gia Định, Trẻ Thành phố Hồ Chí Minh, Đồng Tháp, Tiền Giang, Vĩnh Long

### Sân vận động
| Đội bóng                   | Địa điểm                       | Sân vận động                      | Sức chứa |
| -------------------------- | ------------------------------ | --------------------------------- | -------- |
| Bình Thuận                 | Phan Thiết, Bình Thuận         | Phan Thiết                        | 6.000    |
| Đồng Nai                   | Thành phố Biên Hòa, Đồng Nai   | Đồng Nai                          | 25.000   |
| Đồng Tháp                  | Cao Lãnh, Đồng Tháp            | Cao Lãnh                          | 23.000   |
| Gia Định                   | Hóc Môn, Thành phố Hồ Chí Minh | Tân Hiệp                          | 200      |
| Hải Nam Vĩnh Yên Vĩnh Phúc | Tam Đảo, Vĩnh Phúc             | Tam Đảo                           | TBD      |
| Hòa Bình                   | Thành phố Hòa Bình, Hòa Bình   | Hòa Bình                          | 3.600    |
| Kon Tum                    | Thành phố Kon Tum, Kon Tum     | Kon Tum                           | 15.000   |
| Lâm Đồng                   | Đà Lạt, Lâm Đồng               | Trường Cao đẳng Sư phạm Đà Lạt    | 300      |
| PVF                        | Văn Giang, Hưng Yên            | Trung tâm đào tạo bóng đá trẻ PVF | 4.600    |
| Tiền Giang                 | Mỹ Tho, Tiền Giang             | Tiền Giang                        | 15.000   |
| Trẻ Quảng Nam              | Núi Thành, Quảng Nam           | Núi Thành                         | TBD      |
| Trẻ SHB Đà Nẵng            | Cẩm Lệ, Đà Nẵng                | Hòa Xuân                          | 20.000   |
| Trẻ Thành phố Hồ Chí Minh  | Quận 10, Thành phố Hồ Chí Minh | Thống Nhất                        | 25.000   |
| Vĩnh Long                  | Thành phố Vĩnh Long, Vĩnh Long | Vĩnh Long                         | 10.000   |

## Vòng loại

### Bảng xếp hạng

#### Bảng A
| VT | Đội                        | ST | T | H | B | BT | BB | HS | Đ |
| -- | -------------------------- | -- | - | - | - | -- | -- | -- | - |
| 1  | Lâm Đồng                   | 1  | 1 | 0 | 0 | 4  | 1  | +3 | 3 |
| 2  | Hải Nam Vĩnh Yên Vĩnh Phúc | 1  | 0 | 1 | 0 | 0  | 0  | 0  | 1 |
| 3  | Hòa Bình                   | 1  | 0 | 1 | 0 | 0  | 0  | 0  | 1 |
| 4  | PVF                        | 0  | 0 | 0 | 0 | 0  | 0  | 0  | 0 |
| 5  | Trẻ SHB Đà Nẵng            | 0  | 0 | 0 | 0 | 0  | 0  | 0  | 0 |
| 6  | Trẻ Quảng Nam              | 0  | 0 | 0 | 0 | 0  | 0  | 0  | 0 |
| 7  | Kon Tum                    | 1  | 0 | 0 | 1 | 1  | 4  | −3 | 0 |

#### Bảng B
| VT | Đội                       | ST | T | H | B | BT | BB | HS | Đ |
| -- | ------------------------- | -- | - | - | - | -- | -- | -- | - |
| 1  | Tiền Giang                | 1  | 1 | 0 | 0 | 1  | 0  | +1 | 3 |
| 2  | Bình Thuận                | 1  | 0 | 1 | 0 | 1  | 1  | 0  | 1 |
| 3  | Gia Định                  | 1  | 0 | 1 | 0 | 1  | 1  | 0  | 1 |
| 4  | Đồng Nai                  | 1  | 0 | 1 | 0 | 1  | 1  | 0  | 1 |
| 5  | Trẻ Thành phố Hồ Chí Minh | 1  | 0 | 1 | 0 | 1  | 1  | 0  | 1 |
| 6  | Đồng Tháp                 | 0  | 0 | 0 | 0 | 0  | 0  | 0  | 0 |
| 7  | Vĩnh Long                 | 1  | 0 | 0 | 1 | 0  | 1  | −1 | 0 |

### Tóm tắt kết quả

#### Bảng A
| Nhà \ Khách                | KTFC | LĐFC | PVF | TQNM | HVP | HBFC | TSĐN |
| -------------------------- | ---- | ---- | --- | ---- | --- | ---- | ---- |
| Kon Tum                    |      |      |     |      |     |      |      |
| Lâm Đồng                   | 4–1  |      |     |      |     |      |      |
| PVF                        |      |      |     |      |     |      |      |
| Trẻ Quảng Nam              |      |      |     |      |     |      |      |
| Hải Nam Vĩnh Yên Vĩnh Phúc |      |      |     |      |     |      |      |
| Hòa Bình                   |      |      |     |      | 0–0 |      |      |
| Trẻ SHB Đà Nẵng            |      |      |     | Hủy  |     |      |      |

#### Bảng B
| Nhà \ Khách               | BTFC | ĐTFC | ĐNFC | GĐFC | TGFC | THCM | VLFC |
| ------------------------- | ---- | ---- | ---- | ---- | ---- | ---- | ---- |
| Bình Thuận                |      |      |      |      |      |      |      |
| Đồng Tháp                 |      |      |      |      |      |      |      |
| Đồng Nai                  |      |      |      | 1–1  |      |      |      |
| Gia Định                  |      |      |      |      |      |      |      |
| Tiền Giang                |      |      |      |      |      |      | 1–0  |
| Trẻ Thành phố Hồ Chí Minh | 1–1  |      |      |      |      |      |      |
| Vĩnh Long                 |      |      |      |      |      |      |      |